# Francisco Ferreira
Pour le footballeur portugais, aussi appelé Ferro, voir Ferro (football).
Pour les articles homonymes, voir Ferreira.
Francisco Ferreira, aussi appelé Xico, est un footballeur portugais né le 23 août 1919 à Guimarães et mort le 14 février 1986 à Lisbonne. Il était milieu central.

## Biographie

### En club
En quinze saisons, il a disputé 278 matches et marqué 23 buts en première division portugaise, principalement au Benfica Lisbonne, où il a remporté dix titres majeurs.
Il est également connu pour des raisons malheureuses : après un match amical en son honneur entre le Benfica et le Torino, l'équipe italienne rentre chez elle et son avion s'écrase sur la basilique de Superga, tuant tous les passagers et mettant fin aux activités de l'équipe du Grande Torino.

### En sélection
Entre 1940 et 1951, il dispute 25 rencontres pour aucun but marqué en équipe du Portugal.

## Carrière
- 1937-1938 :  FC Porto
- 1938-1952 :  Benfica Lisbonne

## Palmarès
- Avec le FC Porto :
  - champion du Portugal en 1939 ;
- Avec le Benfica Lisbonne :
  - champion du Portugal en 1942, 1943, 1945 et 1950 ;
  - vainqueur de la Coupe du Portugal en 1940, 1943, 1944, 1949, 1951 et 1952.